# Cilindri Mapleson

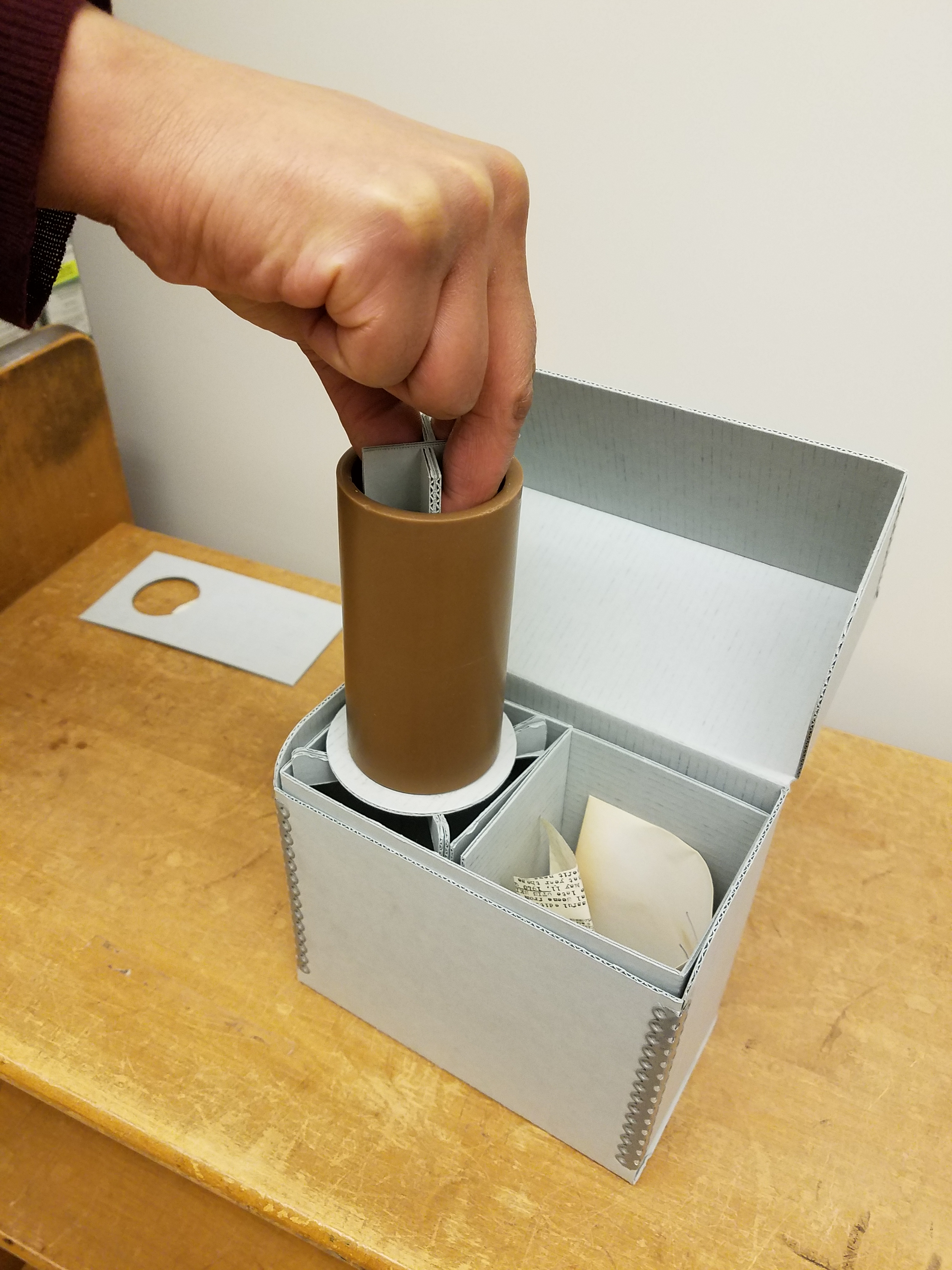
Un archivista del suono estrae un cilindro di una esecuzione del 1901 de Gli ugonotti

I Cilindri Mapleson sono un gruppo di oltre 100 cilindri fonografici registrati dal vivo alla Metropolitan Opera House (39 Strada), principalmente negli anni 1901-1903, dal bibliotecario Met Lionel Mapleson (nipote dell'impresario James Henry Mapleson).

## Storia
I cilindri contengono brevi frammenti di spettacoli operistici reali provenienti dal repertorio italiano, tedesco e francese. Nonostante la qualità del loro suono sia variabile (alcuni sono abbastanza buoni mentre altri sono quasi impercettibili), i cilindri hanno un grande valore storico grazie all'eccezionale immagine sonora che documenta i cantanti della prima guerra mondiale in esibizione in un teatro d'opera con un'orchestra piena. Altre registrazioni contemporanee catturano solo cantanti registrati con il piano o con un'orchestra gravemente troncata in un piccolo studio di registrazione commerciale squadrato. I cilindri Mapleson presentano anche le uniche registrazioni conosciute di numerosi cantanti e direttori famosi che non sono mai stati registrati commercialmente. Includono il tenore Jean de Reszke, i soprani Milka Ternina e Anna von Mildenburg e il direttore Luigi Mancinelli.
Il 17 marzo 1900 Lionel Mapleson, il bibliotecario della Metropolitan Opera House di New York, acquistò un fonografo domestico Edison che, come la maggior parte dei fonografi a cilindro, poteva essere usato per registrare e riprodurre. Evidentemente Mapleson rimase incantato dal dispositivo acustico e il 21 marzo 1900 il suo amico violoncellista e compositore occasionale Leo Stern gli presentò degli accessori: due unità Bettini di registrazione e riproduzione. Alla fine del mese Mapleson aveva convinto il soprano Marcella Sembrich a registrare la sua vocalizzazione delle Frühlingsstimmen di Johann Strauss.
L'anno seguente Mapleson ebbe l'idea di mettere il registratore nella cabina del suggeritore del Met. Al suo primo tentativo registrò Nellie Melba mentre cantava un pezzo di musica durante un'esibizione di Le Cid di Massenet il 16 gennaio 1901. Registrò più volte durante le esibizioni, utilizzando ancora il box del suggeritore, ma spesso con risultati insoddisfacenti. Dopo una breve interruzione e con l'inizio della stagione 1901–1902, riprese la sua attività di registrazione dal sistema di corde aeree del Met. Questa volta impiegò un enorme corno di registrazione in grado di catturare i suoni emessi dai cantanti e dall'orchestra in basso. Fu così in grado di registrare in modo discreto parti di molte esibizioni teatrali dal 1901 al 1903. La mattina dopo la sua "sessione" di registrazione, invitava gli artisti coinvolti ad ascoltare le riproduzioni delle loro esibizioni. La sua attività di registrazione continuò fino alla fine della stagione 1902–1903. A quel punto Mapleson o perse interesse o gli fu proibito dalla direzione del Met di continuare le sue attività di registrazione (sebbene esistano alcuni cilindri di prove orchestrali o concerti risalenti al 1904).

## IRCC
Avvisato dell'esistenza dei cilindri da un articolo pubblicato nel The New Yorker del 28 dicembre 1935, William H. Seltsam, segretario (in realtà capo) dell'International Record Collectors' Club (IRCC), incontrò Mapleson alcuni mesi prima della sua morte il 21 dicembre 1937. Mapleson offrì due cilindri con la sfida di ricavarne qualcosa. L'esperimento di Seltsam ebbe successo e dopo la morte di Mapleson, fu in grado di prendere in prestito 120 cilindri dalla sua proprietà allo scopo di pubblicarli su edizioni IRCC. Per il resto della vita di Seltsam l'IRCC fu in grado di emettere circa 60 lati su dischi a 78 giri e LP.
Dopo la morte di Mapleson un certo numero di cilindri furono trovati in un negozio di spazzatura a Brooklyn e furono acquistati da vari collezionisti.

## New York Public Library e ristampa su CD
Con la collaborazione dei collezionisti, nel 1962 tutti i Cilindri Mapleson esistenti erano diventati di proprietà di The Rodgers e Hammerstein Archives of Recorded Sound, una divisione della New York Public Library. Nel 1985, sotto la direzione di David Hall, la biblioteca trasferì tutti i cilindri esistenti in sei LP pubblicati con un opuscolo di 72 pagine contenente traduzioni e ampie note storiche e biografiche.
Nel 2000 David Hamilton e Seth Winner tennero una conferenza dimostrativa per determinare se fosse possibile recuperare altre informazioni sonore dai cilindri utilizzando la tecnologia più moderna disponibile. Il loro verdetto fu che i cilindri erano troppo deteriorati per recuperare molte più informazioni rispetto ai doppioni precedenti.
Un certo numero di cilindri è stato ristampato su CD dalle etichette discografiche Romophone e Marston come parte di più ampie antologie dedicate ai singoli cantanti. Un trasferimento di CD completo e non autorizzato dei cilindri fu pubblicato nel 1987 dalla società britannica Symposium Records (numero di catalogo: Symposium 1284). Per la sua ristampa, Symposium ha utilizzato le registrazioni IRCC 78 giri.